# Titus van Rijn
Titus van Rijn (Amsterdam, 22 settembre 1641 – Amsterdam, 1669) è stato un pittore olandese.

## Biografia
Figlio del celeberrimo Rembrandt e della sua prima moglie Saskia (che, mettendolo alla luce, s'ammalò e morì poco dopo), divenne anch'egli pittore entrando giovanissimo nella bottega del padre, di cui tuttavia non possedeva né l'estro, né la genialità.
Si sposò con Magdalena van Loo nel 1660 e con lei fondò un'associazione al fine di garantire la sopravvivenza a Rembrandt, indebitato fino al collo e privo di commissioni dopo il tracollo economico dell'anno prima, ma a causa anche della convivenza al di fuori del matrimonio con Hendrickje Stoffels.
Titus ebbe una bambina, Titia, nata fra la fine del 1668 e l'inizio del 1669, che però rimase orfana dopo pochissimo: Titus morì nella primavera del 1669 probabilmente di tifo, seguito dopo qualche settimana dalla stessa Magdalena, e poi da Rembrandt stesso nell'ottobre. Vennero tutti sepolti nella Westerkerk.